# Voïvodie de Jelenia Góra
La voïvodie de Jelenia Góra (en polonais Województwo jeleniogórskie) était une unité de division administrative et un gouvernement local de Pologne entre 1975 et 1998. 
En 1999, son territoire est intégré dans la Voïvodie de Basse-Silésie.
Sa capitale était Jelenia Góra.

## Villes
Population au 31 décembre 1998:
- Jelenia Góra – 93 901
- Bolesławiec – 44 026
- Zgorzelec – 36 341
- Lubań – 24 339
- Kamienna Góra – 23 123
- Bogatynia – 20 346
- Kowary – 12 875
- Lwówek Śląski – 9 000
- Szklarska Poręba – 7 000
- Piechowice – 6 500
- Lubawka – 6 400
- Pieńsk – 5 800
- Bolków – 5 300
- Karpacz – 5 000
- Świeradów-Zdrój – 5 000
- Leśna – 4 700
- Zawidów – 4 400
- Mirsk – 4 100
- Nowogrodziec – 4 000
- Wojcieszów – 4 000
- Węgliniec – 3 000
- Świerzawa – 2 400
- Wleń – 1 900
- Lubomierz – 1 800

## Bureaux de district
Sur la base de la loi du 22 mars 1990, les autorités locales de l'administration publique générale, ont créé 3 régions administratives associant plusieurs municipalités.
- Bolesławiec (Bolesławiec, gmina Bolesławiec, gmina Lwówek Śląski, gmina Nowogrodziec, gmina Osiecznica et gmina Węgliniec)
- Jelenia Góra (Jelenia Góra, Kamienna Góra, Karpacz, Kowary, Piechowice, Szklarska Poręba, Świeradów-Zdrój,  Wojcieszów, gmina Bolków, gmina Janowice Wielkie, gmina Jeżów Sudecki, gmina Kamienna Góra, gmina Lubawka, gmina Marciszów, gmina Mirsk, gmina Mysłakowice, gmina Podgórzyn, gmina Stara Kamienica, gmina Świerzawa et gmina Wleń)
- Lubań (Lubań, Zawidów, Zgorzelec, gmina Bogatynia, gmina Gryfów Śląski, gmina Leśna, gmina Lubań, gmina Lubomierz, gmina Olszyna, gmina Platerówka, gmina Pieńsk, gmina Siekierczyn, gmina Sulików et gmina Zgorzelec)

## Évolution démographique
| Année | Population |
| ----- | ---------- |
| 1975  | 486 500    |
| 1980  | 492 600    |
| 1985  | 510 300    |
| 1990  | 517 900    |
| 1995  | 524 500    |
| 1998  | 523 700    |